# 白头沼泽霸鹟
白头沼泽霸鹟（学名：Arundinicola leucocephala），是雀形目霸鹟科的一种鸟类，属于单型的白头沼泽霸鹟属（学名：Arundinicola）。

## 特征
白头沼泽霸鹟体重约13.8克，翼长约60.1毫米，喙宽度约5.8毫米，喙厚度约5毫米，嘴峰长约17毫米，跗蹠长约16.9毫米，尾长约46.9毫米。
白头沼泽霸鹟是留鸟，栖息在湖泊、沼泽等湿地环境，它们是食肉动物，主要以昆虫、蜘蛛等陆生无脊椎动物为食。它们分布在哥伦比亚到圭亚那、巴西南部和阿根廷北部、特立尼达岛。